# Râul Vica
Râul Vica este un curs de apă, afluent al râului Gurasada. 

## Hărți
- Harta județului Hunedoara
- Harta munților Apuseni